# Hrabstwo Edwards (Kansas)

Piramida wieku hrabstwa

Hrabstwo Edwards – hrabstwo położone w USA w stanie Kansas z siedzibą w mieście Kinsley. Założone 18 marca 1874 roku.

## Miasta
- Kinsley
- Lewis
- Offerle
- Belpre

## Sąsiednie Hrabstwa
- Hrabstwo Pawnee
- Hrabstwo Stafford
- Hrabstwo Pratt
- Hrabstwo Kiowa
- Hrabstwo Ford
- Hrabstwo Hodgeman

## Drogi główne
- Kinsley
- U.S. Route 50
- U.S. Route 56
- U.S. Route 183
- U.S. Route 50